# ساي مورغان (لاعب كرة قاعدة)
ساي مورغان (بالإنجليزية: Cy Morgan)‏ هو لاعب كرة قاعدة أمريكي، ولد في 11 نوفمبر 1895 في ليكفيل في الولايات المتحدة، وتوفي بنفس المكان في 11 سبتمبر 1946.

## وصلات خارجية
- ساي مورغان (لاعب كرة قاعدة) على موقعبيزبول رفرنس.كوم (الدوري الرئيسي) (الإنجليزية)